# Xemeneia de Can Barba
La Xemeneia de Can Barba és un edifici del municipi de Castellar del Vallès (Vallès Occidental). És una obra inclosa en l'Inventari del Patrimoni Arquitectònic de Catalunya.

## Descripció
La xemeneia de la indústria tèxtil Vda. De J. Tolrà s'aixeca un centenar de metres de la fàbrica pròpiament dita. La base de la xemeneia és cilíndrica, es sobreposa a aquesta base un plint, també cilíndric, amb decoració en relleu alternada en forma de pilastres. D'aquí arrenca la xemeneia de forma cilíndrica. Corona la xemeneia un parallamps, tota l'estructura de la xemeneia està elaborada amb totxo vist.

## Història
El 1620 existia un molí polvorer o fàbrica de pólvora, anomenat Can Barba. En el segle xviii es convertí en un molí draper, i continuà essent-ho bona part del segle xviii. El 1863 va ser llogat el molí de Can Barba per Josep Tolrà, metge de Castellar del Vallès, que hi va instal·lar filatura i telers de cotó. L'antiga estructura s'anà perdent a mesura que es modernitzava i ampliava la fàbrica, la qual cosa provocà també la desaparició d'antics molins: el de Cal Xom (molí fariner i bataner), el de la Farga (a finals del XIX funcionava encara un martinet per treballar l'aram). També absorbí altres molins, com el molí d'en Busquets.
L'empresa que fundà el Dr. Tolrà encara funciona avui en dia sota el nom de Vda. De J. Tolrà. Malgrat el canvi de propietari sempre s'ha conegut aquesta factoria de l'empresa Tolrà sota el primitiu nom: Can Barba. L'antic molí de Can Barba el trobem esmentat en el Reial Cadastre de Castellar del Vallès que portà a terme José de Patiño l'any 1716. En aquest moment, Can Barba, ja era un molí draper, amb "Dos batans per molinar los paños"